# Romagnoli Ferenc
Romagnoli Ferenc (Bécs, 1886. december 3. – Budapest, 1970. december 25.) a Zeneművészeti Főiskola nyugalmazott tanára és a Magyar Állami Operaház nyugdíjas tagja, a Magyar Népköztársaság Érdemes Művésze. Magyar kürtművész, egyetemi tanár. 

## Életpályája
1905-ben diplomázott Bécsben a Hochschule für Musik-on. 1905-ben bemutatta Bécsben Richard Strauss I. kürtversenyét. 1909–1950 között a budapesti Operaház zenekarában játszott. 1917–1959 között a Liszt Ferenc Zeneművészeti Főiskola tanára volt; hosszabb ideig tanszékvezetője is. 1932–1935 között a Salzburgi Ünnepi Játékokon is vendégszerepelt.
Sok kürtszámmal szerepelt mind operaelőadásokon, mind a Budapesti Filharmóniai Társaság hangversenyein. Kiváló fúvósjátékosokat nevelt. Jeles tanítványai voltak többek között: Friedrich Ádám, Gál László, Lénárth Elek, Lubik Zoltán, Keveházi János, Medveczky András, Ónozó János, Perlaki József és Somfai János.

## Családja
Szülei: Romagnoli József és Csermák Franciska voltak. Testvére, Romagnoli Károly a Bécsi Filharmonikus Zenekar művésze volt. 1919-ben, Versecen házasságot kötött Thier Erzsébettel.Két lányuk született: Frida és Erzsébet.

## Díjai
- Érdemes művész (1967)